# 2018 UEFA 챔피언스리그 결승전
2018 UEFA 챔피언스리그 결승전은 UEFA 챔피언스리그의 63번째 결승전이자 현재의 대회명으로 개명 후 26번째 결승 경기이다. 경기는 2018년 5월 26일 우크라이나 키이우에 위치한 NSC 올림피스키 스타디움에서 열렸다.
이 경기의 승리 팀은 2018년 UEFA 슈퍼컵에서 2017-18년 UEFA 유로파리그 우승 팀과 경기를 펼치며 유럽 축구 연맹을 대표하여 2018년 FIFA 클럽 월드컵에 참가하게 된다. 스페인의 레알 마드리드가 잉글랜드의 리버풀을 3-1로 누르고 우승을 차지했다.

## 개최지 선정
유럽 축구 연맹(UEFA)은 2016년 9월 15일에 그리스 아테네에서 열린 집행위원회 회의에서 2018 UEFA 챔피언스리그 결승전 개최지를 우크라이나 키이우에 위치한 올림피스키 경기장으로 선정했다. 올림피스키 경기장은 디나모 키이우, 우크라이나 축구 국가대표팀의 홈 구장으로서 폴란드와 우크라이나가 공동 개최한 UEFA 유로 2012 조별 예선 3경기, 8강전 1경기, 결승전 경기가 개최된 경기장이기도 하다.

## 결승까지 전적
| 팀                  | 경기 | 승 | 무 | 패 | 득 | 실 | 차  | 승점 |
| ------------------- | ---- | -- | -- | -- | -- | -- | --- | ---- |
| 토트넘 홋스퍼       | 6    | 5  | 1  | 0  | 15 | 4  | +11 | 16   |
| 레알 마드리드       | 6    | 4  | 1  | 1  | 17 | 7  | +10 | 13   |
| 보루시아 도르트문트 | 6    | 0  | 2  | 4  | 7  | 13 | −6  | 2    |
| APOEL 니코시아      | 6    | 0  | 2  | 4  | 2  | 17 | −15 | 2    |

| 팀                  | 경기 | 승 | 무 | 패 | 득 | 실 | 차  | 승점 |
| ------------------- | ---- | -- | -- | -- | -- | -- | --- | ---- |
| 리버풀              | 6    | 3  | 3  | 0  | 23 | 6  | +17 | 12   |
| 세비야              | 6    | 2  | 3  | 1  | 12 | 12 | 0   | 9    |
| 스파르타크 모스크바 | 6    | 1  | 3  | 2  | 9  | 13 | −4  | 6    |
| 마리보르            | 6    | 0  | 3  | 3  | 3  | 16 | −13 | 3    |

## 경기
| 레알 마드리드              | 3 : 1 | 리버풀   |
| -------------------------- | ----- | -------- |
| 벤제마 51′ · 베일 63′, 83′ |       | 마네 55′ |

| 레알 마드리드 | 리버풀 |

| GK          | 1  | 케일러 나바스       |  |     |
| RB          | 2  | 다니 카르바할       |  | 37′ |
| CB          | 5  | 라파엘 바란         |  |     |
| CB          | 4  | 세르히오 라모스 (c) |  |     |
| LB          | 12 | 마르셀루            |  |     |
| CM          | 10 | 루카 모드리치       |  |     |
| CM          | 14 | 카제미루            |  |     |
| CM          | 8  | 토니 크로스         |  |     |
| AM          | 22 | 이스코              |  | 61′ |
| CF          | 9  | 카림 벤제마         |  | 89′ |
| CF          | 7  | 크리스티아누 호날두 |  |     |
| 교체 선수:  |    |                     |  |     |
| GK          | 13 | 키코 카시야         |  |     |
| DF          | 6  | 나초                |  | 37′ |
| DF          | 15 | 테오 에르난데스     |  |     |
| MF          | 20 | 마르코 아센시오     |  | 89′ |
| MF          | 23 | 마테오 코바치치     |  |     |
| FW          | 11 | 가레스 베일         |  | 61′ |
| FW          | 17 | 루카스 바스케스     |  |     |
| 감독:       |    |                     |  |     |
| 지네딘 지단 |    |                     |  |     |

| GK          | 1  | 로리스 카리우스       |     |     |
| RB          | 66 | 트렌트 알렉산더아널드 |     |     |
| CB          | 6  | 데얀 로브렌           |     |     |
| CB          | 4  | 버질 판 데이크        |     |     |
| LB          | 26 | 앤드루 로버트슨       |     |     |
| CM          | 7  | 제임스 밀너           |     | 83′ |
| CM          | 14 | 조던 헨더슨 (c)       |     |     |
| CM          | 5  | 헤오르히니오 베이날뒴 |     |     |
| RF          | 11 | 모하메드 살라         |     | 31′ |
| CF          | 9  | 호베르투 피르미누     |     |     |
| LF          | 19 | 사디오 마네           | 82′ |     |
| 교체 선수:  |    |                       |     |     |
| GK          | 22 | 시몽 미뇰레           |     |     |
| DF          | 2  | 너새니얼 클라인       |     |     |
| DF          | 17 | 라그나르 클라반       |     |     |
| DF          | 18 | 알베르토 모레노       |     |     |
| MF          | 20 | 애덤 럴라나           |     | 31′ |
| MF          | 23 | 엠레 잔               |     | 83′ |
| FW          | 29 | 도미닉 솔란케         |     |     |
| 감독:       |    |                       |     |     |
| 위르겐 클롭 |    |                       |     |     |

| 최우수 선수: 가레스 베일 (레알 마드리드) 선심: 밀로반 리스티치 (세르비아) 달리보르 주르제비치 (세르비아) 대기심: 클레망 튀르팽 (프랑스) 보조 심판: 네나드 조키치 (세르비아) 다닐로 그루이치 (세르비아) 대기 보조 심판: 네마냐 페트로비치 (세르비아) | 경기 규칙 - 전후반 90분 동안 경기를 진행한다. - 전후반 90분 상황에서 동점이면 연장전 30분을 진행한다. - 연장전에서도 동점이면 승부차기를 진행한다. - 교체 선수 명단은 7명까지 올릴 수 있으며 한 팀당 최대 3명까지 교체할 수 있다. |

## 같이 보기
- 2017-18년 UEFA 챔피언스리그
- 2018 UEFA 유로파리그 결승전
- 2018년 UEFA 슈퍼컵
- 2018년 FIFA 클럽 월드컵